# Klaus Stärk
Klaus Stärk (* 1954 in Stuttgart-Bad Cannstatt) ist ein deutscher Fußballtrainer.
Stärk spielte in der Jugend des VfB Stuttgart, konnte sich aber bei dem Verein nicht durchsetzen. Der ehemalige Torhüterspielte u. a. beim FV Donaueschingen.
Stärk trainierte verschiedene deutsche Amateurvereine wie die SpVgg 07 Ludwigsburg, TSV Ofterdingen oder FC Epfendorf. Später wurde er als Entwicklungshelfer in verschiedenen Ländern eingesetzt. So war er im Libanon, in der Mongolei, in Kasachstan und in Südafrika tätig. In Zusammenarbeit von Deutschem Olympischem Sportbund und dem Deutschen Fußball-Bund wurde er im September 2004 nach Afghanistan entsandt. Dort war er als Nationaltrainer für die Nationalmannschaft zuständig, betreute aber auch Projekte zum Aufbau der Jugendarbeit und des Damenfußballs. Außerdem bildete er – oft unter widrigen Umständen – Trainer aus. Nach dem Aus in der Qualifikation zur Südostasien-Meisterschaft trat Stärk zurück. Danach arbeitete Klaus Stärk sieben Jahre in Namibia ebenfalls als Nationaltrainer bei den Frauen und als Trainerausbilder in Windhoek. Nach seiner Rückkehr nach Deutschland trainierte er in Südbaden das Frauenteam der SG Bad Dürrheim/Oberbaldingen, mit dem er binnen zwölf Monaten 2016 und 2017 zweimal in Folge  bis in die 5. Liga aufstieg.